# François-Auguste Biard

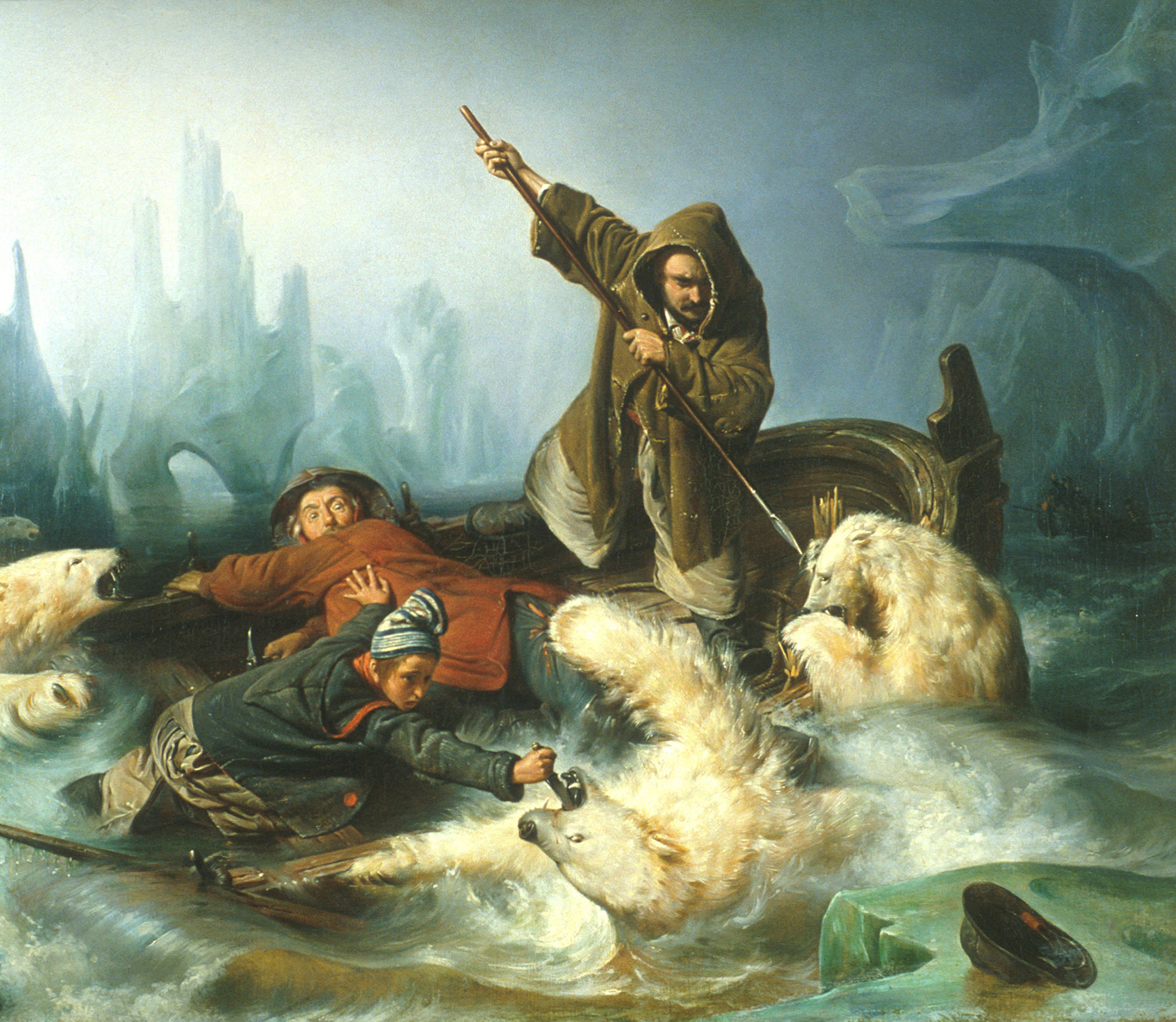
Kamp mot isbjörnar – troligen identisk med den tavla som 1839 ställdes ut under titeln Skeppsbåt under attack av isbjörnar.

François-Auguste Biard, född 1799 i Lyon, död 1882 i Paris, var en fransk konstnär. Han var under en period gift med Léonie d'Aunet, men äktenskapet avslutades efter att hustrun bedragit honom med Victor Hugo.

## Inledande konstnärsbana
År 1828 ställde Biard ut på Parissalongen och belönades med en guldmedalj. Under de kommande åren inriktade han sitt måleri på historiska och militära teman, porträtt och genremåleri. Han gjorde ett flertal resor och omsatte sina intryck i målningar med exotiska motiv. Biards talang som porträttmålare uppmärksammades vid det franska hovet, särskilt av kung Ludvig Filip som 1838 utnämnde honom till riddare av Hederslegionen.
År 1839 ställde Biard ut en tavla med ett dramatiskt, arktiskt motiv på Parissalongen: Embarcation attaquée par des ours blancs (Skeppsbåt under attack av isbjörnar). Tavlan uppmärksammades av kung Ludvig Filip, som menade att Biard skulle kunna ha glädje av att följa med den franska Rechercheexpeditionen. Det var en forskningsexpedition till det arktiska området som genomfördes med skeppet La Recherche under åren 1838–1840.

## Rechercheexpeditionen

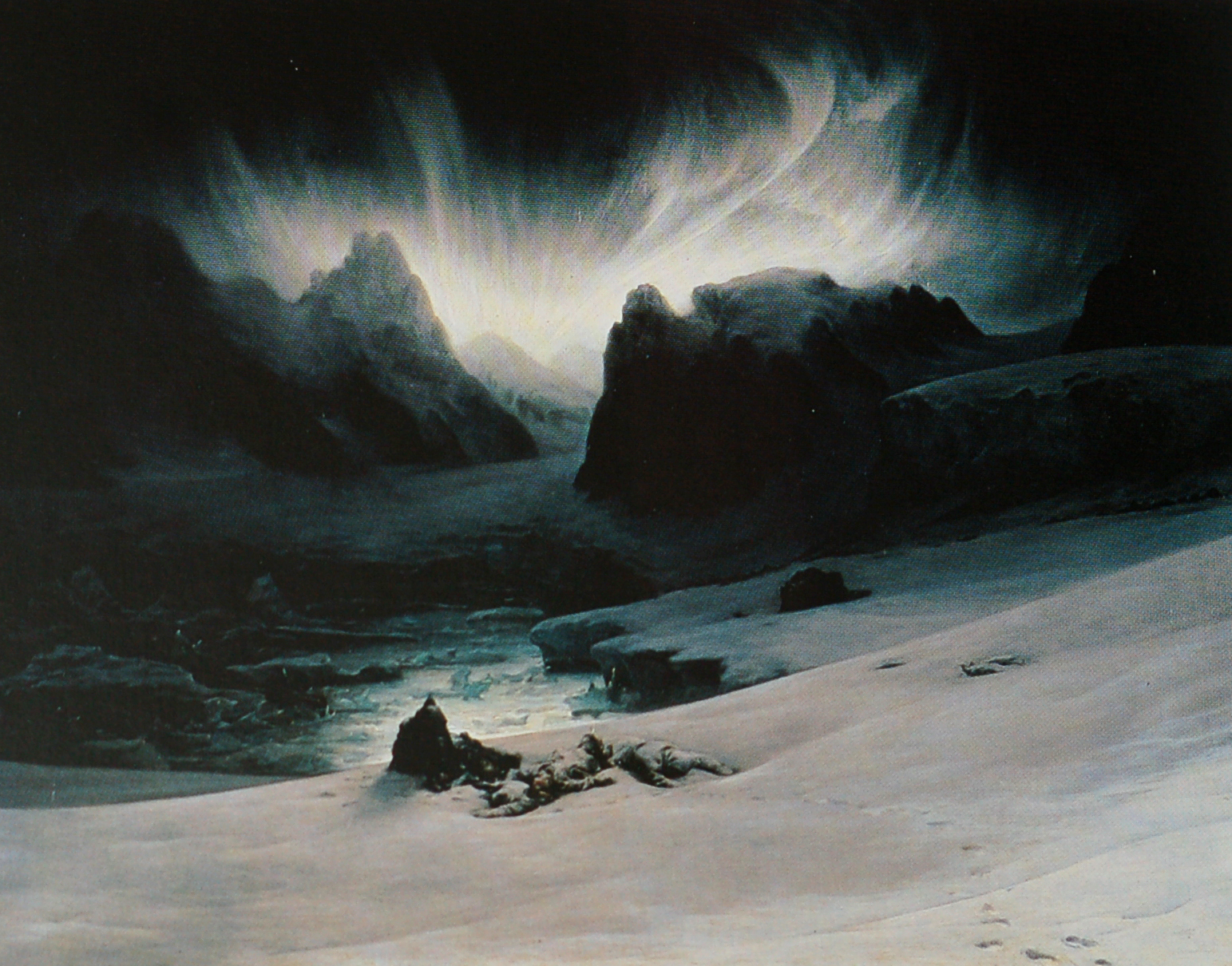
Magdalenefjorden sedd från Gravnäset, med norrsken (1840).

Biard deltog i Rechercheexpeditionen tillsammans med sin 19-åriga fästmö Léonie d’Aunet och en betjänt. I maj 1839 lämnade de Frankrike och reste genom Holland, Tyskland, Danmark, Sverige och Norge till Hammerfest. Den 17 juli 1839 steg de ombord på La Recherche och avseglade mot Spetsbergen. Mellan den 31 juli och den 14 augusti låg fartyget i Magdalenefjorden i Spetsbergens nordvästra del, där expeditionens vetenskapsmän utförde diverse mätningar och undersökningar. Den 26 augusti var fartyget tillbaka i Hammerfest, där Biard, d’Aunet och betjänten lämnade resten av sällskapet för att bege sig till Kåfjord, varifrån de med häst tog sig söderut över Finnmarksvidda till Karesuando. Efter den besvärliga och regniga överfärden tog de där in hos kyrkoherden Lars Levi Læstadius. Från Karesuando följde man älven ned till Haparanda och tog sig tillbaka till Frankrike.

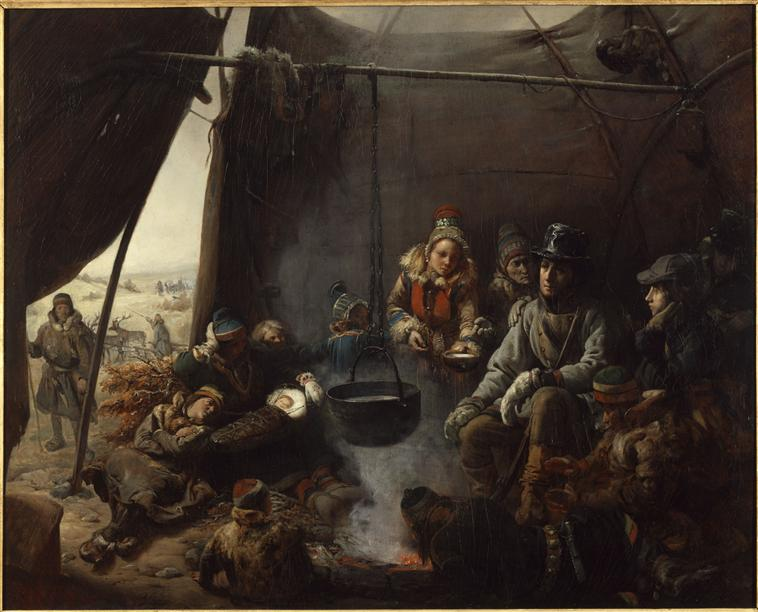
Hertigen av Orléans tas emot i en samisk tältkåta under sin exil i augusti 1795 (1841).

Under den långa resan utförde Biard ett stort antal skisser som kom att tjäna som underlag för en mängd målningar. Dit hör de fresker som målades i entréhallen till Muséum national d'histoire naturelle i Paris, bestående av ett panorama från Magdalenefjorden på Spetsbergen, med bland annat scener föreställande jakt på ren, valross och isbjörn. Kung Ludvig Filip, Biards välgörare, beställde två tavlor med motiv från Nordnorge, eftersom han själv före sitt trontillträde varit i exil i Finnmark hösten 1795. Den ena tavlan visar hertigen av Orléans (som Ludvig Filip kallades innan han blev kung) på besök i en samisk tältkåta, den andra hur han ränner forsen Äijankoski i Muonioälven.

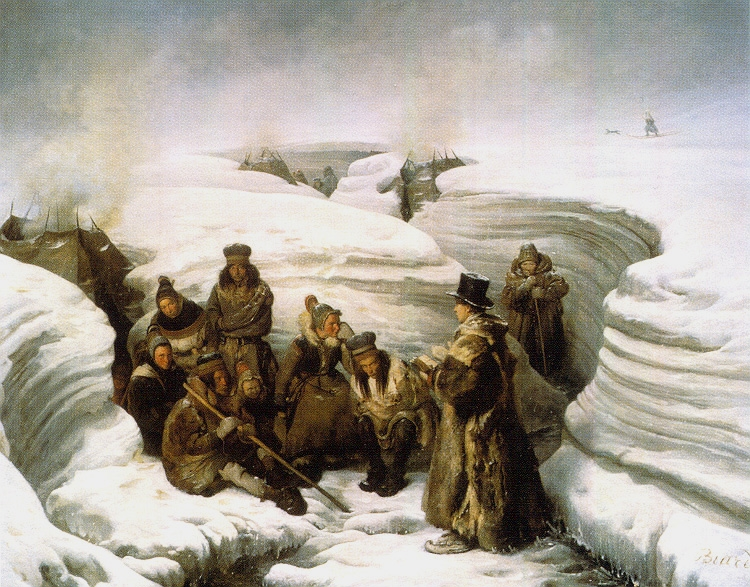
Kyrkoherde Læstadius undervisar samerna (1840).

Biard utförde också en mycket dramatisk målning kallad Le Pasteur Læstadius instruisant les Lapons (Kyrkoherde Læstadius undervisar samerna). Tillsammans med målningarna med Ludvig Filip ställdes den ut på Parissalongen 1841.
Léonie d’Aunet publicerade 1854 publicerade sin resedagbok från resan till Spetsbergen och Lappland under titeln Voyage d’une femme au Spitzberg (En kvinnas resa till Spetsbergen).

## Efter expeditionen
Léonie d’Aunet blev Biards hustru 1840 och paret fick samma år en dotter. År 1843 lärde hustrun känna Victor Hugo och blev snart hans älskarinna. År 1845 tog maken och en poliskonstapel de båda på bar gärning i ett hotellrum. Händelsen ledde till skilsmässa mellan makarna Biard.

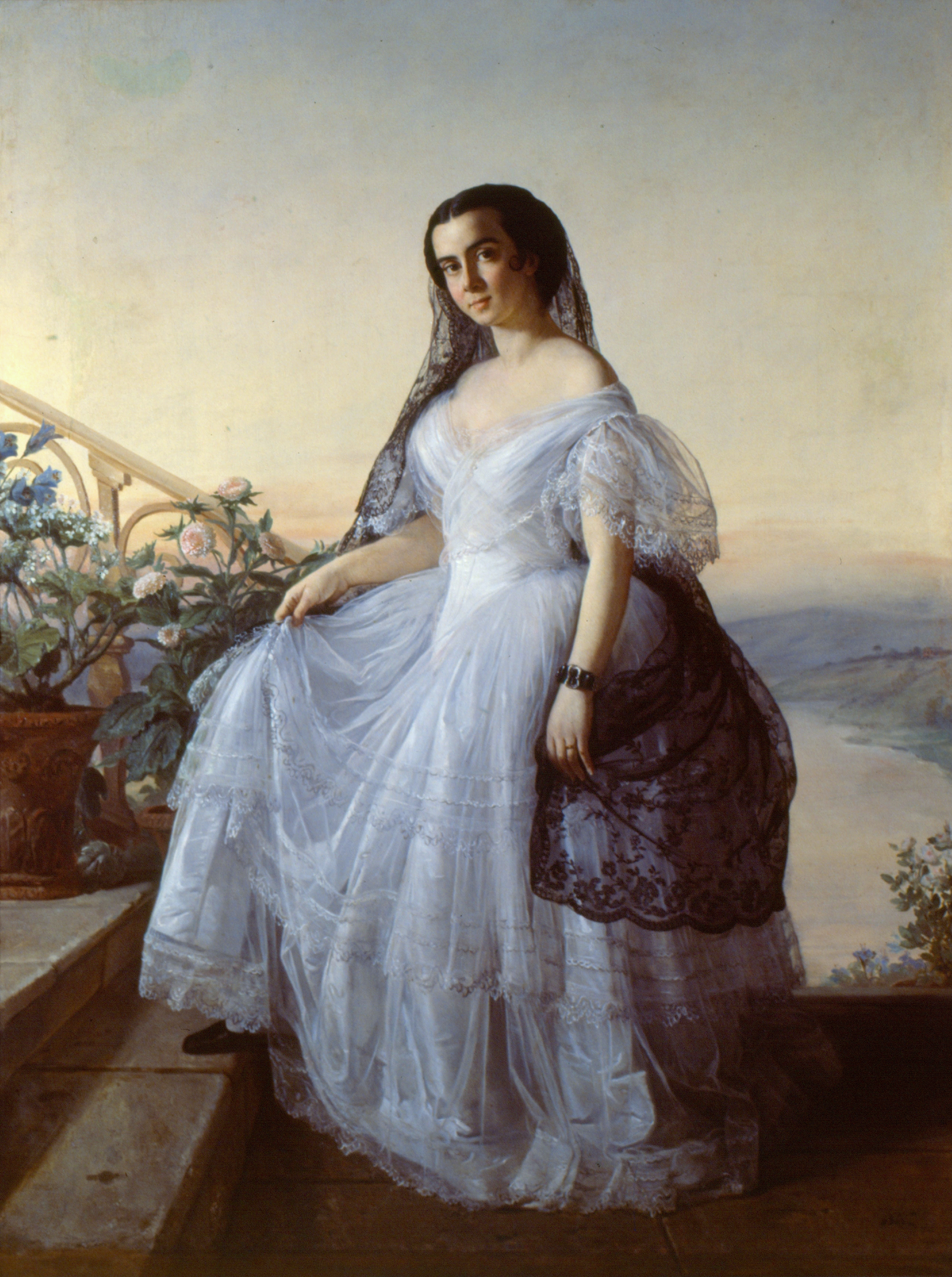
Kvinnoporträtt från Brasilien.

François-Auguste Biard levde 1858–1860 i Brasilien där han grundade en målarakademi i Rio de Janeiro. Under denna tid utförde han flera porträtt av kejsare Pedro II och deltog också i en expedition in i Amazonas. Sin tid i Brasilien skildrade Biard i det rikt illustrerade verket Deux années au Brésil (Två år i Brasilien).